# Crucifix kongo

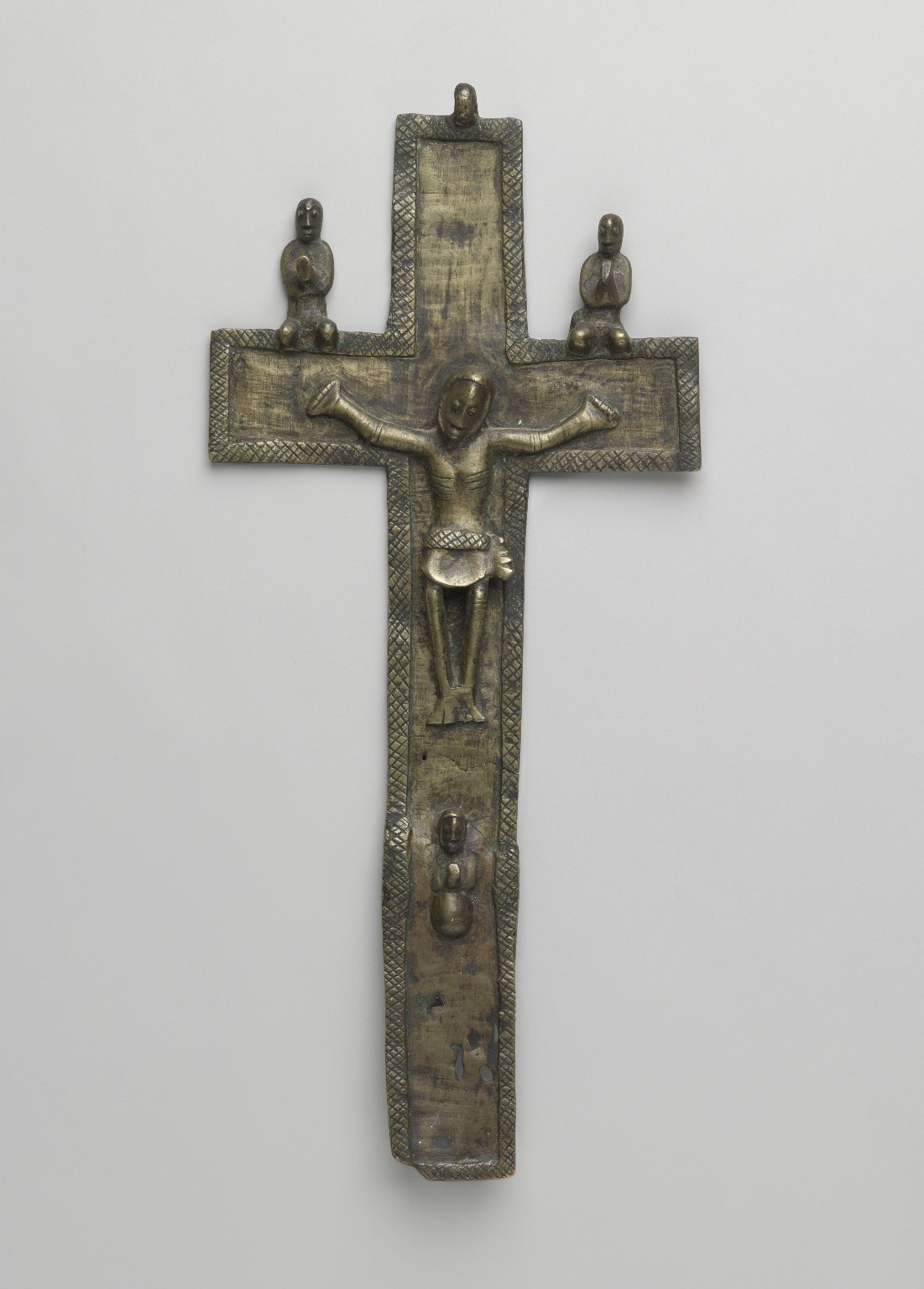
Crucifix kongo, début du XVIIe siècle. Brooklyn Museum, New York.

Les crucifix kongo (en kikongo : nkangi kiditu) sont des objets de dévotion, le plus souvent en laiton, parfois en bois et laiton, produits dans l'aire d'influence du royaume du Kongo (nord de l'Angola actuel, sud de la République du Congo et nord-ouest de la République démocratique du Congo) entre le XVIe et le XIXe siècles, après l'évangélisation de la région par des missionnaires catholiques. Plusieurs centaines de ces crucifix subsistent aujourd'hui ; leur taille varie d'une dizaine à plus de soixante centimètres. 
Plusieurs musées exposent ou détiennent aujourd'hui des crucifix kongo, notamment le Metropolitan Museum of Art, le Brooklyn Museum (New York), le musée du quai Branly (Paris), l'Afrika Museum (Berg en Dal, Pays-Bas), l'Anthropos-Institut de la maison-mère de la Société du Verbe-Divin à Sankt Augustin (Allemagne), le musée d'art sacré et d'ethnologie de Fátima (Portugal), et le musée royal de l'Afrique centrale (Tervuren, Belgique). D'autres crucifix figurent dans des collections privées. Le musée du quai Branly accueille du 23 novembre 2016 au 2 avril 2017 une exposition intitulée « Du Jourdain au Congo - Art et christianisme en Afrique centrale » qui présente plusieurs crucifix kongo,. 

## Description
Les crucifix kongo peuvent être entièrement en laiton ou en bois, ou faits d'une croix de bois portant un Christ et d'autres éléments en laiton ou en cuivre (clous) ; on relève parfois la présence de pigments. La croix est toujours latine, avec un bras vertical à peu près deux fois plus long que le bras horizontal. De nombreux crucifix portent de petits personnages : souvent deux, à gauche et à droite du bras horizontal, parfois davantage - anges, orants, disciples, et parfois la Vierge Marie, représentée de façon très stylisée : une tête et deux mains jointes sur un croissant de lune (rappelant l'imagerie franciscaine, insistant sur l'Immaculée Conception). Le Christ est souvent plus stylisé que dans les crucifix occidentaux ; son vêtement et sa cage thoracique sont évoqués par des lignes gravées dans le laiton. 
Une exception remarquable est le crucifix triple exposé au Metropolitan Museum of Art de New York : trois Christs sont superposés sur une même croix à trois barres horizontales. Le Christ central remonte au XVIe ou au XVIIe siècles, les Christs du haut et du bas au XVIIIe ou au XIXe siècles. 

## Histoire

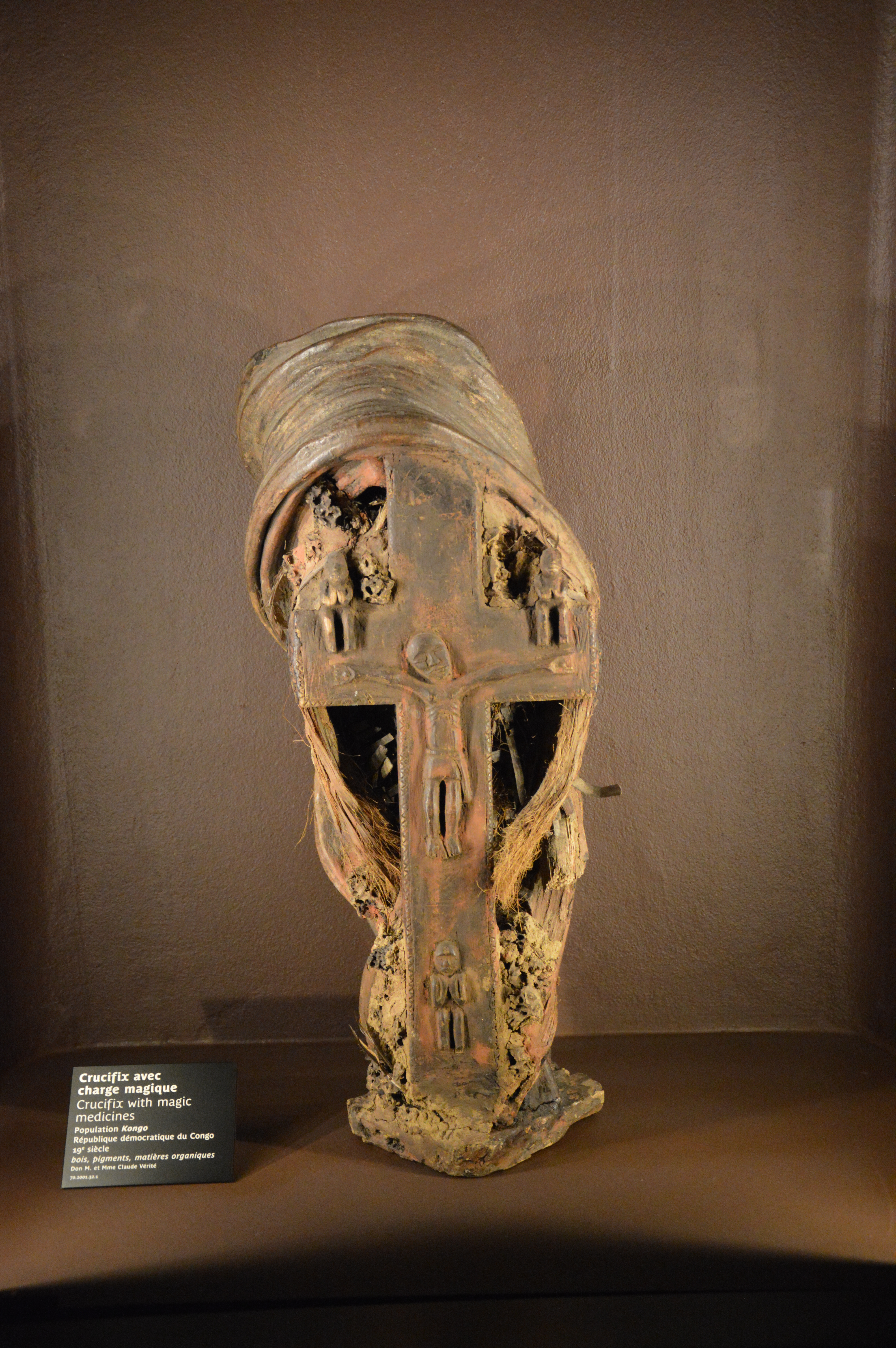
Crucifix avec charge magique, Kongo, musée du quai Branly, Paris.

La croix était un motif couramment utilisé dans les arts d'Afrique centrale avant l'arrivée des Européens à partir de la deuxième moitié du XVe siècle. 
Certains crucifix ont été utilisés dans le cadre du kimpasi (ensemble de rites encadrant notamment l'accès au pouvoir social et politique dans le royaume kongo) ; le crucifix exposé au musée du quai Branly est accompagné d'une « charge magique » en bois, pigments et autres matières organiques. 

## Marché de l'art
La maison de ventes Sotheby's a vendu au moins trois crucifix kongo :
- le 5 décembre 2007 à Paris pour 9 250 euros[11] ;
- le 11 décembre 2013 à Paris pour 10 000 euros[12] ;
- le 22 juin 2016 à Paris pour 75 000 euros[13].

Un crucifix kongo a également été mis en vente au Dorotheum (Vienne, Autriche) le 5 novembre 2014 (estimé entre 1 200 et 1 800 euros).
Christie's a mis en vente le 4 avril 2017 deux crucifix kongo (lots 92 et 93, estimés respectivement à 25 000 euros et 50 000 à 80 000 euros.

## Galerie

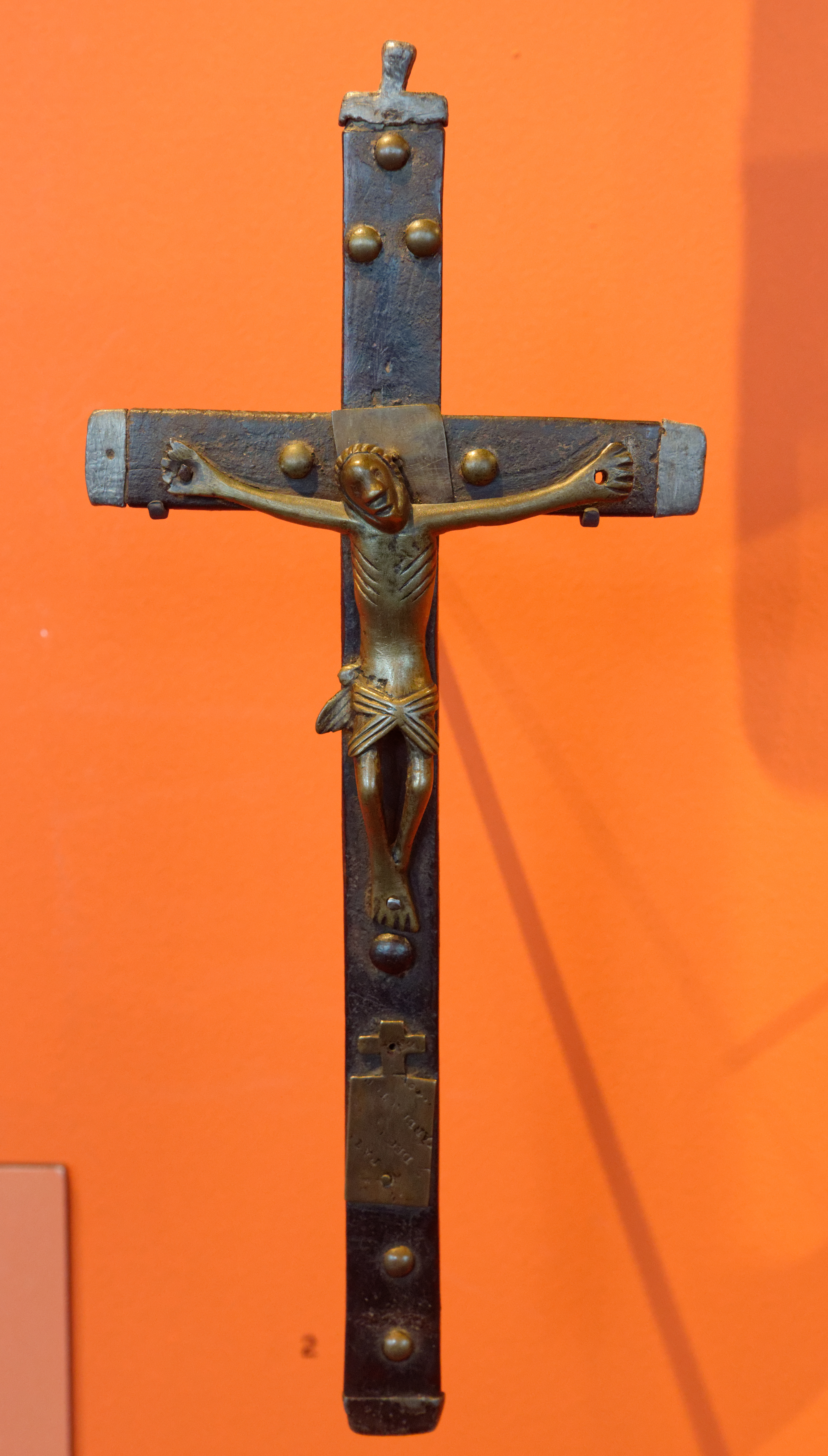
Crucifix de chef kongo, alliage cuivreux, bois, plomb et clous de charpentier, XVIIe ou XVIIIe siècle, collection privée (exposé au musée du quai Branly dans le cadre de l'exposition « Du Jourdain au Congo - Art et christianisme en Afrique centrale », 2016-2017).
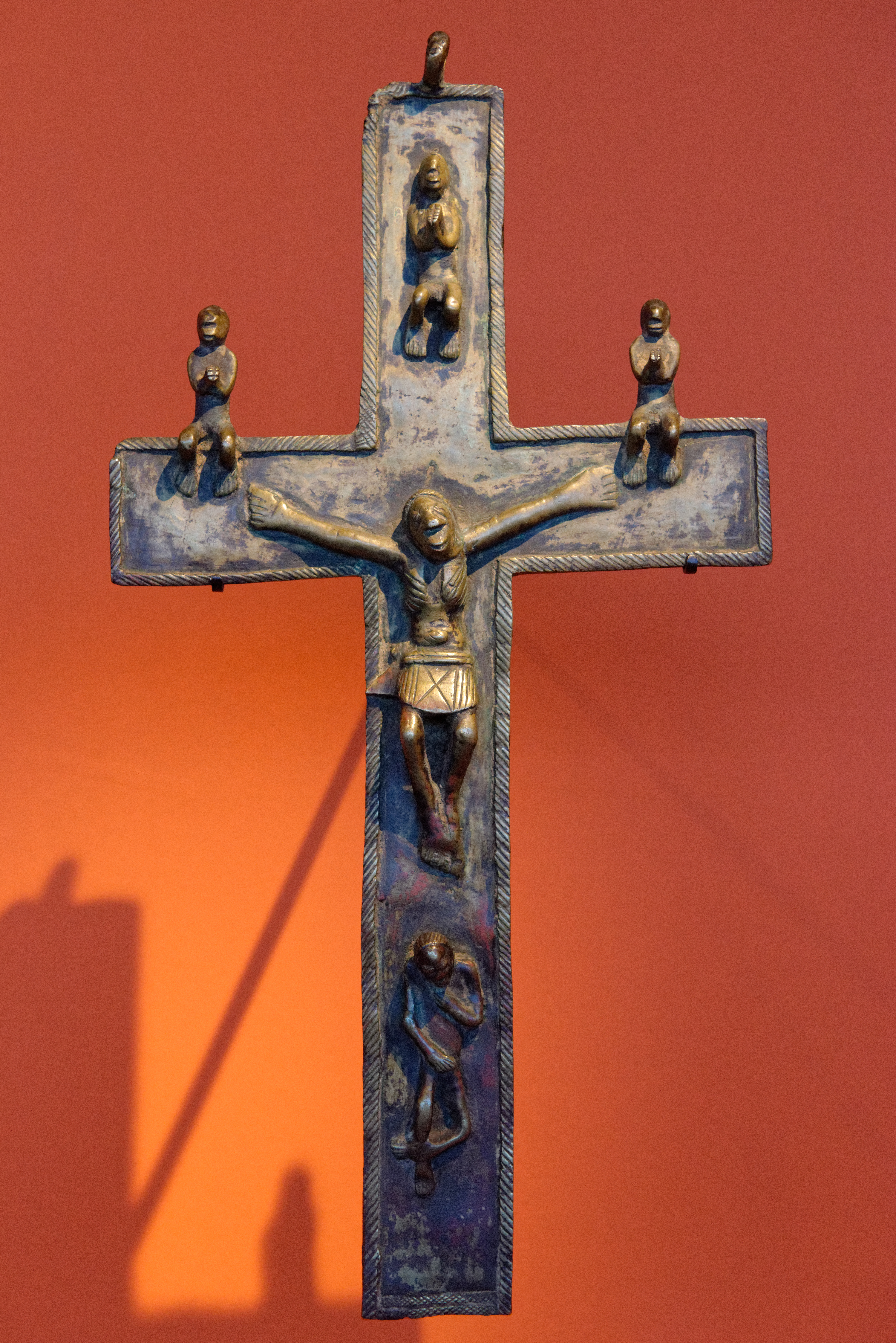
Crucifix de chef kongo avec personnages secondaires aux mains jointes, alliage cuivreux, XVIIe ou XVIIIe siècle, collection privée (même exposition).
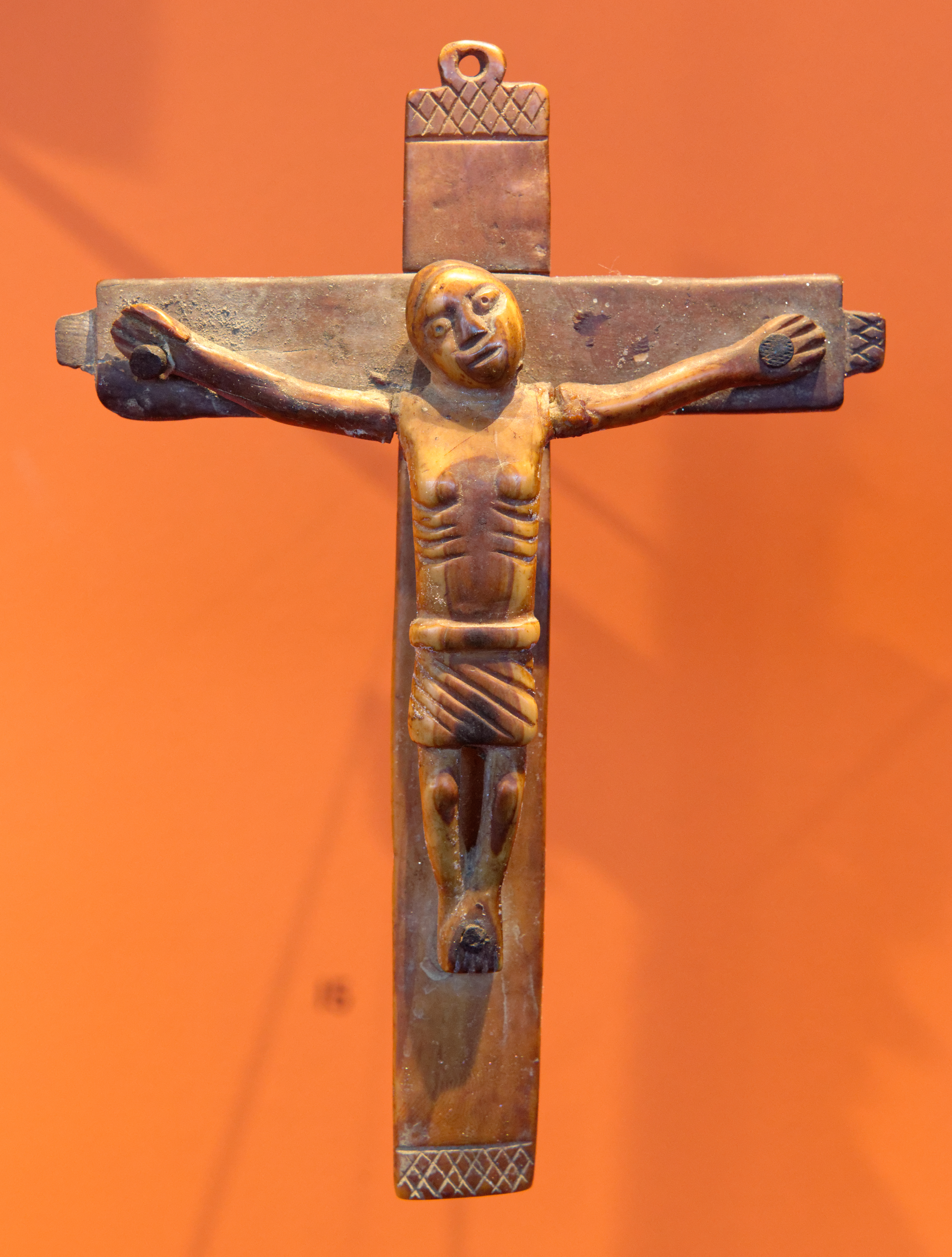
Crucifix de chef kongo, XIXe siècle, collection de Marc Léo Félix (même exposition).
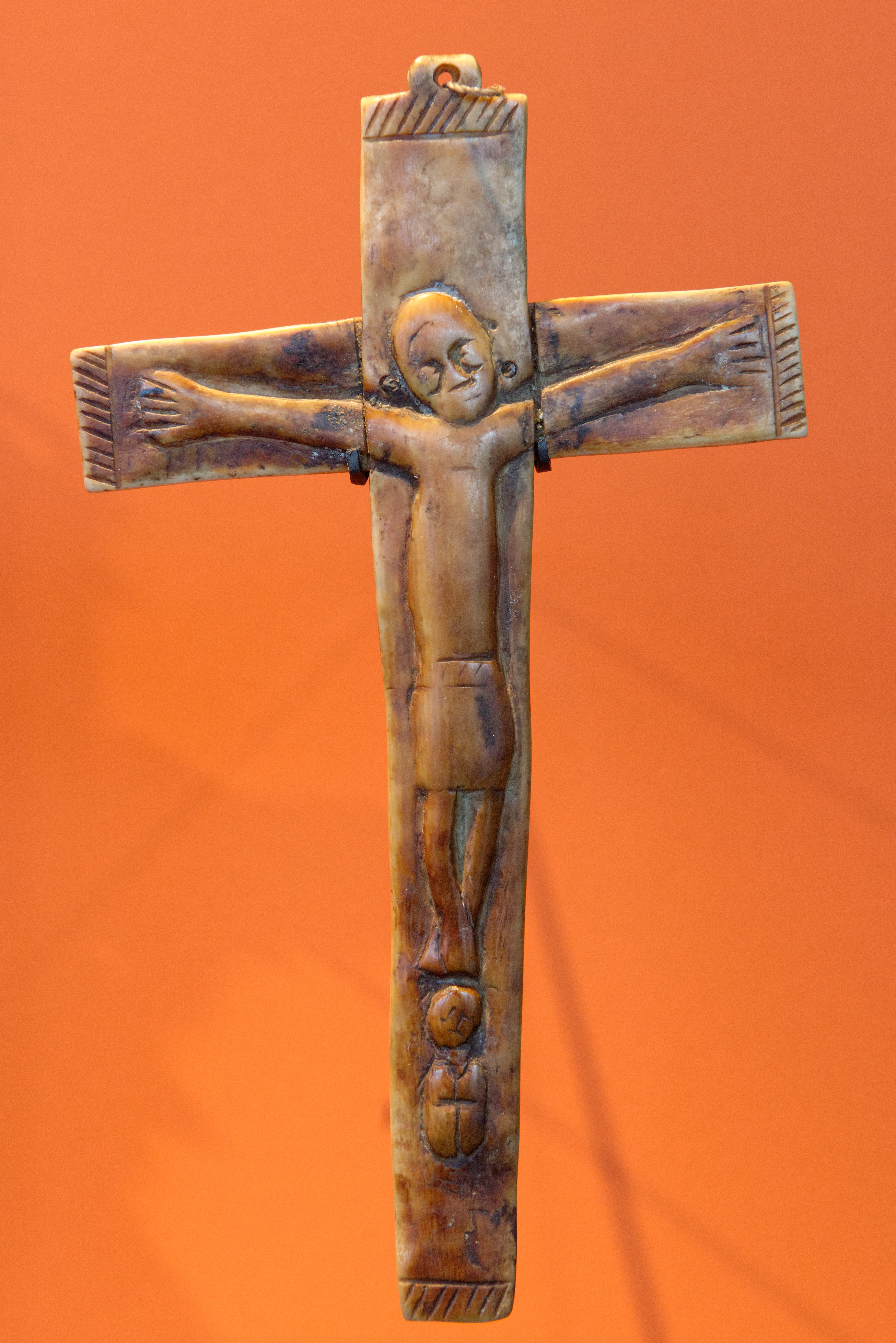
Crucifix de chef kongo, ivoire, XIXe siècle, collection privée (même exposition).